# إمامزادة إسماعيل (مقاطعة فيروزآباد)
امامزادة إسماعيل (بالإنجليزية: Mazraeh-ye Emamzadeh Esmail)‏ هي منطقة سكنية تقع في فارس في إيران.